# ディアマルコ
ディアマルコ(Dear Maruko)とは、日本の競走馬・繁殖牝馬。主な勝ち鞍に2016年・2017年・2018年の兵庫サマークイーン賞、2018年の秋桜賞、佐賀ヴィーナスカップ、2016年の高知優駿など。
ハルウララブーム以降の低迷から復活の流れに乗った時代の高知競馬の生え抜きの競走馬であり、GRANDAME-JAPAN2018の古馬シーズンに優勝し、NARグランプリ2018の4歳以上最優秀牝馬に選出された。また那俄性哲也調教師をはじめとする厩舎関係者、並びに主戦の佐原秀泰は廃止になった福山競馬場の出身者であった。これらのことから「高知復活の象徴」、「チーム福山が手掛ける高知競馬の名牝」といった呼ばれ方もされた。

## デビュー前
2013年4月27日に松平牧場で誕生。2014年の北海道オータムセールにおいて140万円(税別)で落札されたが、その決め手は馬主の背中を鼻でつついたことであった。オーナーに同行していた那俄性はその様子を「放牧地にいたオーナーが私に背中をトントンと叩かれたと思って振り返ると、マルコが鼻でつついとったんです。それを見た牧場の人が『私も一緒に連れて帰って、と言っていますよ』って」と懐古している。育成時代や那俄性厩舎に入厩後の能力検査では能力が抜きんでていたという見解の一方で、派手ではなかったという回想もある。
一方、高知競馬場ではハルウララブーム以降も賞金や手当の額が減少していたが、「夜さ恋ナイター」開催や電話投票システム、インターネット投票の導入効果などで売り上げが盛り返した結果、2015年度に2歳新馬戦がアングロアラブ系によるものを含めて2003年以来17年ぶり、サラブレッド戦に限ってみれば1998年以来久しぶりに行われることとなった。

## 戦績
- 特記事項なき場合、本節の出典はJBISサーチ[7]、地方競馬全国協会[2]

2015年7月25日、高知競馬場での2歳新馬戦でデビューし1着。続く3戦は2ヤードバック特別で3着だった以外は2勝とし、10月の長者の大銀杏特別では古馬と対戦して1着となった。C3戦5着、笠松競馬場に遠征して出走のラブミーチャン記念で4着となったあと高知に帰還して1勝を挙げたが、12月27日の金の鞍賞はブラックビューティの3着に終わった。
3歳となった2016年、初戦のC2戦4着のあと、次戦と2月の春寒特別を連勝したのち、GRANDAME-JAPAN2016の3歳シーズンに参戦し、第2戦の若草賞と第4戦の東海クイーンカップで2戦ともクラトイトイトイの2着となり、第7戦ののじぎく賞ではクラトイトイトイを1馬身半差下して重賞初制覇を果たした。GRANDAME-JAPAN2016の3歳シーズンは優勝したクラトイトイトイの39ポイントに次ぐ33ポイントを挙げて2位となり、3位タイのモダンウーマンとリンダリンダを20ポイント差引き離す結果となった。高知に戻って出走の高知優駿は2番手からの競馬を押しきって重賞2勝目、16年ぶりの高知競馬生え抜きの競走馬による高知優駿制覇を達成した。7月には兵庫サマークイーン賞に遠征してトーコーヴィーナスを差し切り重賞3勝目を挙げた。続く2戦は秋桜賞4着、レディスプレリュード10着という結果だったが、GRANDAME-JAPAN2016の古馬シーズン対象重賞にも出走したことにより、3歳シーズンに続いて古馬シーズンでもトーコーヴィーナス、ジュエルクイーンに次ぐ3位に入る結果となった。その後は黒潮菊花賞で高知二冠を達成し、11月の西日本ダービーではマイタイザンの2着。土佐秋月賞を制し、ディセンバー特別2着で3歳時を終えた。
4歳時の上半期は初戦のベラトリックス特別、5月の銀鯨号誕生日記念特別を勝つも、4走した重賞競走ではだるま夕日賞3着が最高成績であったが、下半期は7月のヴェガ特別2着から臨んだ兵庫サマークイーン賞を逃げ切って連覇を達成。続く秋桜賞も2着に入るがレディスプレリュード、JBCレディスクラシックは2戦とも6着以下に終わる。12月に高知で2走して1勝3着1回、4歳時は重賞1勝にとどまった。5歳となった2018年は初め4戦は特別競走に出走して1勝2着2回を記録。黒船賞8着、スピカ特別5着を経てGRANDAME-JAPAN2018の古馬シーズン対象重賞に組み込まれた佐賀ヴィーナスカップに遠征し、レースでは2番手の競馬からナナヨンハーバーを4分の3馬身差し切って重賞7勝目を挙げた。ヴェガ特別1着を挟み出走の兵庫サマークイーン賞は3コーナーから押し切る競馬で2着ステップオブダンスを5馬身差下し、兵庫サマークイーン賞3連覇を達成した。続く金沢競馬場の読売レディス杯は4着に終わったが、3度目の出走となった秋桜賞は逃げたスターレーンをゴール前で差し切り重賞9勝目、名古屋競馬場で初めて勝利を挙げた。10月のレディスプレリュードは8着。GRANDAME-JAPAN2018の古馬シーズンの対象重賞を3勝し、52ポイントを獲得して優勝を果たした。その後は京都競馬場のJBCレディスクラシックに出走、15着に終わった。5歳時は13戦し重賞3勝を含む5勝を挙げ、2018年のNARグランプリの選考ではNARグランプリ4歳以上最優秀牝馬に選ばれ、また「平成30年高知けいば優秀競走馬」の選考では最優秀牝馬に選出された。
現役最終年とアナウンスされていた2019年は高知で2走のほか4連覇を賭けた兵庫サマークイーン賞に出走も3戦して勝ち星を挙げられず、兵庫サマークイーン賞5着が最後の競馬となって11月6日に引退を発表、11月9日に高知競馬場のパドックで引退式が執り行われた。前日の11月8日付で競走馬登録を抹消。

## 競走成績
以下の内容は、JBISサーチ、netkeiba.com、地方競馬全国協会に基づく。
| 年月日     | 競馬場 | 競走名                | 格     | 距離（馬場）  | 頭数 | 枠番 | 馬番 | オッズ（人気） | 着順 | タイム （上り3F） | 着差 | 騎手     | 斤量 [kg] | 勝ち馬/（2着馬）       | 馬体重 [kg] |
| ---------- | ------ | --------------------- | ------ | ------------- | ---- | ---- | ---- | -------------- | ---- | ----------------- | ---- | -------- | --------- | ---------------------- | ----------- |
| 2015.07.25 | 高知   | 2歳新馬               |        | ダ0800m（不） | 5    | 2    | 2    | 001.20（1人）  | 01着 | R0:50.8（37.5）   | -1.8 | 佐原秀泰 | 54        | （アーユーカトレア）   | 444         |
| 0000.08.09 | 高知   | 2歳                   |        | ダ0800m（良） | 7    | 6    | 6    | 001.90（1人）  | 01着 | R0:50.2（37.2）   | -1.8 | 佐原秀泰 | 54        | （ニヨドスカイ）       | 440         |
| 0000.08.29 | 高知   | 2ヤードバック特別     | 2歳-1  | ダ0800m（重） | 9    | 5    | 5    | 001.10（1人）  | 03着 | R0:51.6（37.8）   | -0.0 | 佐原秀泰 | 54        | ニヨドスカイ           | 441         |
| 0000.09.13 | 高知   | 2歳-1                 |        | ダ1300m（良） | 8    | 7    | 7    | 001.70（1人）  | 01着 | R1:25.2（39.4）   | -1.4 | 佐原秀泰 | 54        | （ハルノフェスタ）     | 440         |
| 0000.10.03 | 高知   | 長者の大銀杏特別      | C3-8   | ダ1300m（重） | 10   | 6    | 6    | 001.10（1人）  | 01着 | R1:25.1（39.1）   | -0.3 | 佐原秀泰 | 53        | （クレバーサンデー）   | 446         |
| 0000.10.18 | 高知   | C3-2選抜              |        | ダ1300m（良） | 10   | 8    | 9    | 003.50（2人）  | 05着 | R1:26.5（40.8）   | -1.5 | 佐原秀泰 | 53        | マスターウィッシュ     | 444         |
| 0000.11.10 | 笠松   | ラブミーチャン記念    | SPI    | ダ1600m（良） | 10   | 2    | 2    | 024.80（6人）  | 04着 | R1:44.5（42.2）   | -1.6 | 佐原秀泰 | 54        | ミスミランダー         | 426         |
| 0000.12.05 | 高知   | 2歳-1                 |        | ダ1300m（不） | 8    | 6    | 6    | 001.60（1人）  | 01着 | R1:24.0（38.1）   | -0.1 | 佐原秀泰 | 54        | （ブラックビューティ） | 442         |
| 0000.12.27 | 高知   | 金の鞍賞              | 重賞   | ダ1400m（不） | 11   | 2    | 2    | 001.60（1人）  | 03着 | R1:32.7（40.7）   | -1.0 | 佐原秀泰 | 54        | ブラックビューティ     | 440         |
| 2016.01.11 | 高知   | C2-2選抜              |        | ダ1300m（良） | 11   | 7    | 9    | 008.70（3人）  | 04着 | R1:25.9（40.3）   | -0.6 | 佐原秀泰 | 54        | クレスタラン           | 436         |
| 0000.01.27 | 高知   | C2-2選抜              |        | ダ1400m（重） | 7    | 5    | 5    | 004.00（2人）  | 01着 | R1:32.6（40.2）   | -0.3 | 佐原秀泰 | 54        | （センノレイダース）   | 433         |
| 0000.02.10 | 高知   | 春寒特別              | C2-1   | ダ1400m（稍） | 9    | 3    | 3    | 004.70（3人）  | 01着 | R1:33.6（40.2）   | -0.2 | 佐原秀泰 | 54        | （ビービーブレイン）   | 428         |
| 0000.03.31 | 名古屋 | 若草賞                | SPI    | ダ1400m（良） | 12   | 5    | 5    | 017.80（5人）  | 02着 | R1:30.1（39.3）   | -0.6 | 佐原秀泰 | 54        | クラトイトイトイ       | 433         |
| 0000.04.19 | 名古屋 | 東海クイーンC         | SPI    | ダ1600m（良） | 12   | 2    | 2    | 003.30（1人）  | 02着 | R1:46.3（39.5）   | -0.2 | 佐原秀泰 | 54        | クラトイトイトイ       | 434         |
| 0000.05.19 | 園田   | のじぎく賞            | 重賞I  | ダ1700m（良） | 12   | 8    | 11   | 006.70（3人）  | 01着 | R1:51.7（39.8）   | -0.2 | 佐原秀泰 | 54        | （クラトイトイトイ）   | 441         |
| 0000.06.19 | 高知   | 高知優駿              | 重賞   | ダ1900m（不） | 11   | 8    | 10   | 001.50（1人）  | 01着 | R2:06.1（39.2）   | -0.2 | 佐原秀泰 | 54        | （ハルノフェスタ）     | 441         |
| 0000.07.29 | 園田   | 兵庫サマークイーン賞  | 重賞I  | ダ1700m（良） | 11   | 8    | 11   | 009.20（4人）  | 01着 | R1:51.6（40.2）   | -0.1 | 佐原秀泰 | 54        | （トーコーヴィーナス） | 440         |
| 0000.09.01 | 名古屋 | 秋桜賞                | SPI    | ダ1400m（重） | 11   | 2    | 2    | 003.20（2人）  | 04着 | R1:29.9（39.1）   | -0.5 | 佐原秀泰 | 54        | トーコーヴィーナス     | 446         |
| 0000.09.19 | 大井   | レディスプレリュード  | JpnII  | ダ1800m（重） | 14   | 2    | 2    | 223.6（10人）  | 10着 | R1:56.5（40.5）   | -1.8 | 佐原秀泰 | 53        | タマノブリュネット     | 446         |
| 0000.10.23 | 高知   | 黒潮菊花賞            | 重賞   | ダ1900m（不） | 10   | 4    | 4    | 001.50（1人）  | 01着 | R2:07.6（39.5）   | -0.4 | 佐原秀泰 | 54        | （ロイヤルジレンマ）   | 452         |
| 0000.11.02 | 園田   | 西日本ダービー        | 重賞I  | ダ1870m（不） | 12   | 5    | 5    | 002.70（2人）  | 02着 | R2:01.8（39.0）   | -0.2 | 佐原秀泰 | 54        | マイタイザン           | 444         |
| 0000.11.20 | 高知   | 土佐秋月賞            | 重賞   | ダ1600m（不） | 11   | 3    | 3    | 001.10（1人）  | 01着 | R1:43.9（39.1）   | -0.6 | 佐原秀泰 | 54        | （ブラックビューティ） | 451         |
| 0000.12.21 | 高知   | ディセンバー特別      | A-1    | ダ1600m（重） | 6    | 5    | 5    | 001.70（1人）  | 02着 | R1:44.1（39.4）   | -0.1 | 佐原秀泰 | 54        | メイショウツチヤマ     | 451         |
| 2017.01.07 | 高知   | ベラトリックス特別    | 準重賞 | ダ1400m（重） | 7    | 8    | 8    | 001.10（1人）  | 01着 | R1:31.2（39.4）   | -1.0 | 佐原秀泰 | 56        | （キッズアベリア）     | 450         |
| 0000.01.25 | 大井   | TCK女王盃             | JpnIII | ダ1800m（良） | 12   | 5    | 5    | 185.1（10人）  | 10着 | R1:57.4（42.3）   | -3.3 | 佐原秀泰 | 54        | ワンミリオンス         | 440         |
| 0000.02.19 | 高知   | だるま夕日賞          |        | ダ1600m（良） | 10   | 8    | 9    | 003.70（2人）  | 03着 | R1:46.7（39.2）   | -1.1 | 佐原秀泰 | 55        | イッツガナハプン       | 450         |
| 0000.03.14 | 高知   | 黒船賞                | JpnIII | ダ1400m（重） | 12   | 6    | 8    | 366.30（8人）  | 10着 | R1:31.9（39.5）   | -3.7 | 佐原秀泰 | 54        | ブラゾンドゥリス       | 458         |
| 0000.04.26 | 浦和   | しらさぎ賞            | SIII   | ダ1400m（良） | 12   | 7    | 10   | 066.9（10人）  | 12着 | R1:30.5（40.2）   | -3.3 | 笹川翼   | 53        | ニシノラピート         | 444         |
| 0000.05.21 | 高知   | 銀鯨号誕生日記念特別  | A-2    | ダ1400m（良） | 9    | 7    | 7    | 001.90（1人）  | 01着 | R1:31.5（40.0）   | -0.0 | 佐原秀泰 | 54        | （マイネルハルカゼ）   | 457         |
| 0000.07.09 | 高知   | ヴェガ特別            | 準重賞 | ダ1300m（不） | 10   | 4    | 4    | 001.70（1人）  | 02着 | R1:22.6（39.6）   | -0.0 | 田中学   | 56        | エルパンドール         | 463         |
| 0000.07.28 | 園田   | 兵庫サマークイーン賞  | 重賞I  | ダ1700m（良） | 12   | 6    | 7    | 003.00（1人）  | 01着 | R1:51.0（38.7）   | -0.5 | 永森大智 | 55        | （プリンセスバリュー） | 450         |
| 0000.09.05 | 名古屋 | 秋桜賞                | SPI    | ダ1400m（良） | 10   | 2    | 2    | 003.80（2人）  | 02着 | R1:29.3（38.7）   | -0.1 | 永森大智 | 56        | スターインパルス       | 449         |
| 0000.10.05 | 大井   | レディスプレリュード  | JpnII  | ダ1800m（良） | 16   | 3    | 6    | 203.00（9人）  | 08着 | R1:55.9（40.0）   | -2.8 | 永森大智 | 55        | クイーンマンボ         | 455         |
| 0000.11.03 | 大井   | JBCレディスクラシック | JpnI   | ダ1800m（重） | 15   | 7    | 12   | 532.4（14人）  | 14着 | R1:57.2（40.3）   | -3.0 | 佐原秀泰 | 55        | ララベル               | 454         |
| 0000.12.03 | 高知   | 高知県山茶花特別      | A-2    | ダ1600m（重） | 11   | 8    | 10   | 001.40（1人）  | 01着 | R1:45.1（40.3）   | -0.5 | 佐原秀泰 | 54        | （クレスタラン）       | 461         |
| 0000.12.20 | 高知   | 師走特別              | A-1    | ダ1600m（良） | 8    | 4    | 4    | 002.00（1人）  | 03着 | R1:47.7（41.8）   | -1.7 | 佐原秀泰 | 54        | セトノプロミス         | 465         |
| 2018.01.14 | 高知   | ガーネット特別        | A-1    | ダ1600m（重） | 11   | 6    | 6    | 004.20（2人）  | 04着 | R1:47.4（42.3）   | -1.4 | 佐原秀泰 | 54        | セトノプロミス         | 459         |
| 0000.01.28 | 高知   | ベラトリックス特別    | 準重賞 | ダ1400m（重） | 11   | 8    | 11   | 001.70（1人）  | 02着 | R1:32.0（40.6）   | -0.3 | 佐原秀泰 | 56        | ハルノフェスタ         | 464         |
| 0000.02.11 | 高知   | 愛かましたいの特別    | A-2    | ダ1400m（不） | 8    | 4    | 4    | 001.20（1人）  | 01着 | R1:31.5（39.8）   | -0.1 | 佐原秀泰 | 54        | （メイショウナガヨリ） | 459         |
| 0000.03.04 | 高知   | アクアマリン特別      | A-1    | ダ1600m（不） | 6    | 3    | 3    | 002.10（2人）  | 02着 | R1:45.3（37.9）   | -0.1 | 佐原秀泰 | 54        | ワイルドコットン       | 462         |
| 0000.03.20 | 高知   | 黒船賞                | JpnIII | ダ1400m（不） | 11   | 4    | 4    | 229.10（8人）  | 08着 | R1:29.5（38.3）   | -2.3 | 佐原秀泰 | 54        | エイシンヴァラー       | 464         |
| 0000.04.21 | 高知   | スピカ特別            | 準重賞 | ダ1400m（稍） | 10   | 8    | 10   | 005.90（2人）  | 05着 | R1:32.4（40.3）   | -0.9 | 佐原秀泰 | 56        | ティアップリバティ     | 473         |
| 0000.06.10 | 佐賀   | 佐賀ヴィーナスC       | 重賞   | ダ1400m（稍） | 9    | 3    | 3    | 004.10（3人）  | 01着 | R1:28.8（37.9）   | -0.2 | 佐原秀泰 | 56        | （ナナヨンハーバー）   | 457         |
| 0000.07.09 | 高知   | ヴェガ特別            | 準重賞 | ダ1300m（不） | 9    | 8    | 8    | 001.80（1人）  | 01着 | R1:22.7（39.0）   | -0.9 | 佐原秀泰 | 56        | （ヤマニンミネルバ）   | 470         |
| 0000.07.27 | 園田   | 兵庫サマークイーン賞  | 重賞I  | ダ1700m（良） | 12   | 4    | 4    | 002.90（2人）  | 01着 | R1:50.9（38.1）   | -0.8 | 佐原秀泰 | 55        | （ステップオブダンス） | 452         |
| 0000.08.14 | 金沢   | 読売レディス杯        | 重賞   | ダ1500m（良） | 11   | 3    | 3    | 001.80（1人）  | 04着 | R1:35.4（38.6）   | -0.7 | 佐原秀泰 | 55        | エースウィズ           | 450         |
| 0000.09.11 | 名古屋 | 秋桜賞                | SPI    | ダ1400m（重） | 12   | 2    | 2    | 005.20（4人）  | 01着 | R1:28.6（38.1）   | -0.2 | 佐原秀泰 | 56        | （スターレーン）       | 456         |
| 0000.10.11 | 大井   | レディスプレリュード  | JpnII  | ダ1800m（良） | 14   | 3    | 4    | 240.5（12人）  | 08着 | R1:55.8（39.8）   | -1.9 | 佐原秀泰 | 55        | プリンシアコメータ     | 453         |
| 0000.11.04 | 京都   | JBCレディスクラシック | JpnI   | ダ1800m（良） | 16   | 7    | 14   | 538.3（16人）  | 15着 | R1:53.3（38.2）   | -2.9 | 佐原秀泰 | 55        | アンジュデジール       | 448         |
| 2019.03.31 | 高知   | A-2                   |        | ダ1600m（重） | 10   | 8    | 9    | 002.00（1人）  | 04着 | R1:46.8（41.1）   | -1.0 | 佐原秀泰 | 56        | グレナディアーズ       | 461         |
| 0000.04.20 | 高知   | スピカ特別            | 準重賞 | ダ1400m（重） | 12   | 5    | 5    | 001.70（1人）  | 08着 | R1:34.7（42.7）   | -1.1 | 佐原秀泰 | 56        | ジュンハーツ           | 470         |
| 0000.07.26 | 園田   | 兵庫サマークイーン賞  | 重賞I  | ダ1700m（良） | 12   | 5    | 6    | 005.70（4人）  | 05着 | R1:51.0（39.8）   | -0.8 | 佐原秀泰 | 55        | エイシンエール         | 450         |

## 引退後
引退後は松平牧場改めクリアファームに戻り、繁殖牝馬となった。初年度は、同じ松平牧場生産馬で同じ馬主、かつ最後の福山ダービー馬でもあるカイロスが配合された。

### 産駒一覧
|       | 生年   | 馬名                   | 性 | 毛色   | 父               | 馬主          | 厩舎             | 戦績            | 出典   |
| ----- | ------ | ---------------------- | -- | ------ | ---------------- | ------------- | ---------------- | --------------- | ------ |
| 初仔  | 2021年 | マルロス               | 牡 | 鹿毛   | カイロス         | （株）Loyalty | 高知・那俄性哲也 | 17戦1勝（抹消） | [ 33 ] |
| 2番仔 | 2022年 | （ディアマルコの2022） | 牝 | 黒鹿毛 | カイロス         |               |                  | （デビュー前）  | [ 34 ] |
| 3番仔 | 2023年 | ディアモアー           | 牝 | 黒鹿毛 | フリオーソ       | (株) Loyalty  | 道営・齊藤正弘   | （デビュー前）  | [ 35 ] |
| 4番仔 | 2024年 | （ディアマルコの2024） | 牝 | 栗毛   | ベストウォーリア |               |                  |                 | [ 36 ] |

- 2025年4月17日現在

## 血統表
| ディアマルコの血統            | ディアマルコの血統                                            | ディアマルコの血統                                            | （血統表の出典）                                              | （血統表の出典）    |
| 父系                          | サンデーサイレンス系/ヘイロー系                               | サンデーサイレンス系/ヘイロー系                               | サンデーサイレンス系/ヘイロー系                               | [ § 2 ]             |
| 父 スパイキュール 2000 黒鹿毛 | 父の父*サンデーサイレンス Sunday Silence 1986 青鹿毛          | Halo                                                          | Hail to Reason                                                | Hail to Reason      |
| 父 スパイキュール 2000 黒鹿毛 | 父の父*サンデーサイレンス Sunday Silence 1986 青鹿毛          | Halo                                                          | Cosmah                                                        |                     |
| 父 スパイキュール 2000 黒鹿毛 | 父の父*サンデーサイレンス Sunday Silence 1986 青鹿毛          | Wishing Well                                                  | Understanding                                                 | Understanding       |
| 父 スパイキュール 2000 黒鹿毛 | 父の父*サンデーサイレンス Sunday Silence 1986 青鹿毛          | Wishing Well                                                  | Mountain Flower                                               |                     |
| 父 スパイキュール 2000 黒鹿毛 | 父の母*クラフティワイフ Crafty Wife 1985 栗毛                 | Crafty Prospector                                             | Mr. Prospector                                                | Mr. Prospector      |
| 父 スパイキュール 2000 黒鹿毛 | 父の母*クラフティワイフ Crafty Wife 1985 栗毛                 | Crafty Prospector                                             | Real Crafty Lady                                              |                     |
| 父 スパイキュール 2000 黒鹿毛 | 父の母*クラフティワイフ Crafty Wife 1985 栗毛                 | Wife Mistress                                                 | Secretariat                                                   | Secretariat         |
| 父 スパイキュール 2000 黒鹿毛 | 父の母*クラフティワイフ Crafty Wife 1985 栗毛                 | Wife Mistress                                                 | Political Payoff                                              |                     |
| 母 エコパン 2006 鹿毛         | 母の父ツルマルボーイ 1998 鹿毛                                | ダンスインザダーク                                            | *サンデーサイレンス                                           | *サンデーサイレンス |
| 母 エコパン 2006 鹿毛         | 母の父ツルマルボーイ 1998 鹿毛                                | ダンスインザダーク                                            | *ダンシングキイ                                               |                     |
| 母 エコパン 2006 鹿毛         | 母の父ツルマルボーイ 1998 鹿毛                                | ツルマルガール                                                | サッカーボーイ                                                | サッカーボーイ      |
| 母 エコパン 2006 鹿毛         | 母の父ツルマルボーイ 1998 鹿毛                                | ツルマルガール                                                | エプソムガール                                                |                     |
| 母 エコパン 2006 鹿毛         | 母の母サンデーファスト 1991 鹿毛                              | Slew o'Gold                                                   | Seattle Slew                                                  | Seattle Slew        |
| 母 エコパン 2006 鹿毛         | 母の母サンデーファスト 1991 鹿毛                              | Slew o'Gold                                                   | Alluvial                                                      |                     |
| 母 エコパン 2006 鹿毛         | 母の母サンデーファスト 1991 鹿毛                              | *ハートブレイク                                               | Stage Door Johnny                                             | Stage Door Johnny   |
| 母 エコパン 2006 鹿毛         | 母の母サンデーファスト 1991 鹿毛                              | *ハートブレイク                                               | Royal Folly                                                   |                     |
| 母系(F-No.)                   | ハートブレイク(USA)系(FN:9-f)                                 | ハートブレイク(USA)系(FN:9-f)                                 | ハートブレイク(USA)系(FN:9-f)                                 | [ § 3 ]             |
| 5代内の近親交配               | サンデーサイレンス 2 × 4 = 31.25％、Buckpasser 5 × 5 = 6.25％ | サンデーサイレンス 2 × 4 = 31.25％、Buckpasser 5 × 5 = 6.25％ | サンデーサイレンス 2 × 4 = 31.25％、Buckpasser 5 × 5 = 6.25％ | [ § 4 ]             |
| 出典                          | 1. 2. 3. 4.                                                   | 1. 2. 3. 4.                                                   | 1. 2. 3. 4.                                                   | 1. 2. 3. 4.         |

- 主な近親にマサノミネルバ（エーデルワイス賞）、カミノヌヴォー（ダービーグランプリ、桐花賞、不来方賞など）、ジェイドファスト（ブリーダーズゴールドジュニアカップ）[5][38][40][41]